# Gary Hume
Pour les articles homonymes, voir Hume.
Gary Hume est un artiste né dans le Kent, en Angleterre, le 9 mai 1962. 

## Biographie
Ses œuvres commencent à être connues dans les années 1990, et il devient le leader de ceux qu'on appellera les Young British Artists.

## Style
Son travail, inspiré par Andy Warhol, Patrick Caulfield, Joseph Beuys et Michael Craig-Martin, adapte d'une manière original le minimalisme, le conceptualisme et le pop art.
Il est connu, entre autres, pour le sentiment d'anonymité dont ses peintures au « gloss paint » donnent l'impression, par exemple Four Doors I (1989-90) ou Snowman. Son utilisation d'une peinture très lisse, achetée dans le commerce, lui permet de s'abstraire des questions de tonalité ou de profondeur pour se concentrer sur ce qui l’intéresse : la surface, la structure et la couleur. 
L'utilisation de peinture laquée sur aluminium permet à la fois de créer un détachement par rapport à la peinture traditionnelle (huile sur toile) tout en incorporant littéralement le spectateur dans l’œuvre, en raison de la réflexivité du support.

## Œuvres
- Cuckoo in the nest, 2009, contribution au livre collectif Art for Baby, White Cube[1]
- Water Painting, 1999, Tate Modern[1]
- Snowman, 1996, Museum of Modern Art[1]
- Garden Painting No. 3 (Rabbit), 1996,Kunstmuseum Wolfsburg[1]

## Reconnaissance
Il a été finaliste en 1996 pour le Prix Turner. Il a représenté l'Angleterre en 1999 à la Biennale de Venise.